# أدولف ماركس
أدولف ماركس (بالإنجليزية: Adolph Marx؛ بالألمانية: Adolph Marx) هو كاهن كاثوليكي أمريكي وألماني، ولد في 18 فبراير 1915 في كولونيا في ألمانيا، وتوفي في 1 نوفمبر 1965.